# Germans Taviani

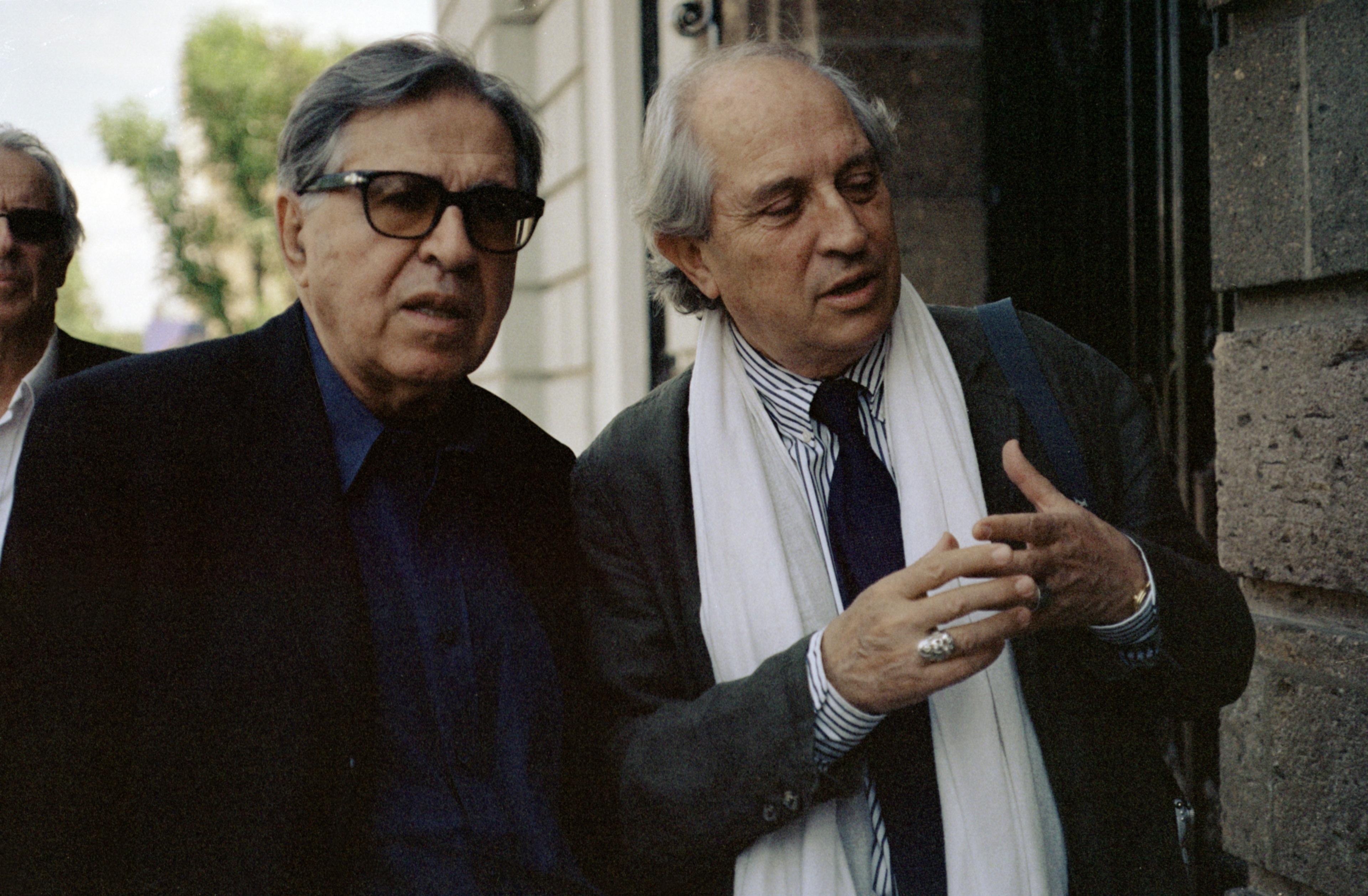
Paolo Taviani (esquerra) i Vittorio Storaro el 2003

Els germans Taviani, Vittorio Taviani (20 de setembre de 1929 - 15 d'abril de 2018) i Paolo Taviani (8 de novembre de 1931), són dos directors de cinema italians, nascuts a San Miniato. Són autors d'un cinema polititzat influït per Roberto Rossellini. Han treballat tota la seva vida com a escriptors, directors i productors de totes les seves obres.

## Biografia
Vittorio va estudiar dret a la Universitat de Pisa, on dos anys més tard el va acompanyar Paolo, que es va abocar a les Belles Arts. Junts es van dedicar al cinema després de l'impacte que els va produir Paisà, de Rossellini. Van escriure i dirigir conjuntament diversos curts i un documental, L'Italia non è un paese povero (1960), finançat per la companyia estatal de petroli Eni. Censurada per la productora per les crues imatges de la misèria de la classe obrera, el tall original es va considerar perdut per molt de temps, fins que el 1999, Tinto Brass, que va ser ajudant de direcció en l'obra, va donar al públic l'única còpia romanent del positivat original, que havia guardat.
Amb l'experiència adquirida, el 1962 van filmar el seu primer llarg de ficció, Un uomo da bruciare, sobre el conflicte entre un activista sicilià pels drets del treballador i la màfia, aliada dels interessos del govern i dels terratinents locals. El tema dels conflictes obrers, des de la perspectiva marxista de la lluita de classes, constituiria un dels eixos de la seva obra, que desenvoluparien en diversos films més en els anys següents. La seva primera pel·lícula independent va ser I sovversivi (1967), que anticipa els esdeveniments de 1968. Amb Gian Maria Volontè, van assolir un gran èxit amb Sotto il segno dello scorpione (1969), on se senten els ecos de Brecht, Pasolini i Godard.
El 1971, es trobaven entre els signants de la campanya mediàtica publicada al setmanari L'espresso contra el comissari Luigi Calabresi per l'assassinat d'un ferroviari anarquista.
El tema de la revolució és present en San Michele aveva un gallo (1972), una magnífica adaptació de la novel·la de Tolstoi El diví i l'humà, molt apreciada pels crítics de cinema, més que la pel·lícula sobre la restaurazione, Allonsanfan (1974), en què es rellegeix el melodrama de Visconti a través de la lent d'una consciència històrica diferent. Els protagonistes foren Marcello Mastroianni, Laura Betti i Lea Massari.
El 1973, van abordar una producció més costosa, Allonsanfan, ambientada en les guerres napoleòniques. Comptaven amb Marcello Mastroianni en el paper d'un aristòcrata que s'havia convertit en un líder anarquista i després de nou en un aristòcrata, d'acord amb els vaivens de la situació política; tots aquests canvis generen un conflicte entre el protagonista i els seus antics camarades.
L'èxit internacional els arribaria el 1977, amb la filmació de Padre padrone, a partir de la novel·la de Gavino Ledda, que explica la brutal història d'un pare pastor opressiu i el seu fill, a qui educa perquè sigui el seu successor, arrencant-lo de l'escola, i obligant-lo a pasturar les ovelles de la família. D'una duresa commovedora, especialment la primera part, és innovadora en l'ús del so. Padre padrone va arrasar en el Festival de Cannes, i hi guanyà la Palma d'Or i el premi FIPRESCI.
A Il prato (1979) es troben ecos neorealistes, i a La notte di San Lorenzo (1982) ens expliquen una faula en forma d'un esdeveniment marginal a la vigília de l'alliberament de la Toscana, vista a través dels ulls d'alguns camperols. La pel·lícula, amb una fotografia molt elegant, va guanyar el Gran Premi del Jurat de Cannes.
Kaos (1984) n'és una altra adaptació literària. És una pel·lícula de fascinants episodis basada en la Novelle per un anno de Pirandello.
En Il sole anche di notte (1990), traslladen al Nàpols del segle xviii el tema de la novel·la Pare Sergio de Tolstoi. D'ara endavant, la inspiració dels Taviani va ser alternant, entre l'èxit episòdic de Le affinità elettive (1996), a partir de l'obra de Goethe, que contrasta amb les referències al mercat internacional d'una obra com Good Morning Babilònia (1987), que exposa l'epopeia precursora del cinema de pel·lícules de molt menys èxit, veritables desastres quant a audiència i crítics. Realitzaren una meditació sobre el poder corruptor dels diners a Fiorile (1993).
A Tu ridi (1996), s'inspiren en personatges i històries de Pirandello. És protagonitzada per Antonio Albanese, Lello Arena i Sabrina Ferilli. La pel·lícula es divideix en dos capítols: en el primer, Albanese és un baríton retirat que és forçat a renunciar a cantar per raons de salut; aquesta situació el porta a desfogar la seva frustració sortint de nit i esclatant en riures impredictibles i incontrolables, mentre que durant el dia es pregunta el perquè d'aquestes rialles. En el segon, Lello Arena és un dels segrestadors del fill d'un pres, amb qui havia establert una relació mentre estava a la presó, però al final, els esdeveniments el porten a matar-lo tràgicament.
Els germans Taviani han mantingut una producció regular amb treballs cada dos o tres anys, realitzats sempre de manera conjunta. En les pel·lícules alternen el rol de director, tot deixant una escena per a cada un i sense interferir en la direcció de l'altre; d'aquesta manera, han continuat treballant fins ben entrats els vuitanta anys. Amb la seva rellevància com a autors, són una presència sistemàtica en festivals de cinema, encara que no amb el gran públic.
També feren televisió, filmant una respectuosa relectura de Resurrezione (2001), també de Tolstoi. El 2004, rodaren per a la televisió Luisa Sanfelice, una mena de balada romàntica popular, en què els dos protagonistes (Letizia Casta i Adriano Gianni) es reuneixen a causa d'un conflicte i viuen una història d'amor absolut, violent i breu com la història de la República Napolitana.
Les adaptacions literàries continuen amb La masseria delle allodole (2007), presentat al Festival Internacional de Cinema de Berlín.
La ciutat natal de San Miniato ha posat el nom dels dos germans a un centre de cultura de cinema: Centro Cinema Paolo e Vittorio Taviani. Paolo és el marit de la costumista Lina Nerli Taviani.

## Col·laboradors

### Actors
Que han treballat almenys dues vegades amb els germans Taviani:
- Gian Maria Volontè
- Giulio Brogi
- Omero Antonutti
- Margarita Lozano
- Claudio Bigagli
- Massimo Bonetti
- Enrica Maria Modugno

### Productors
- Giuliani G. De Negri: va produir la major part dels seus films, 12 de 18, des del principi fins a Il sole anche di notte. Va morir el 1992.
- Grazia Volpi: va produir tots els altres films, des de Fiorile fins al final, col·laborant amb productors francesos i alemanys, i produint per a la televisió.

### Guionistes
- Valentino Orsini
- Gianni Sbarra
- Tonino Guerra
- Giuliani G. De Negri
- Sandro Petraglia

### Autors de bandes sonores

#### Els vuit primers films
En ordre cronològic:
- Gianfranco Intra: Un uomo da bruciare
- Giovanni Fusco: I fuorilegge del matrimonio, I sovversivi
- Vittorio Gelmetti: Sotto il segno dello scorpione.
- Benedetto Ghiglia: San Michele aveva un gallo
- Ennio Morricone: Allonsanfan
- Egisto Macchi: Padre padrone
- Ennio Morricone: Il prato

#### Nicola Piovani
Nicola Piovani és el seu autor favorit: vuit films junts, des de La notte di San Lorenzo a Luisa Sanfelice; sèrie interrompuda amb Le affinità elettive (música de Carlo Crivelli).

### Compositors clàssics favorits
- Mozart
  - Adagio del concert per a clarinet i orquestra (Mozart) K622 en Padre padrone
  - Cavatina L'ho perduta de Le nozze di Figaro en Kaos
- Wagner:
  - Ària del baríton O du mein holder Abendstern del 3r acte del Tannhäuser en Notte di San Lorenzo
- Rossini:
  - Simfonia de Guglielmo Tell (Good Morning Babilonia)
  - Aria dei gatti (Tu ridi)
- Chopin i Txaikovski en Resurrezione

### Directors de fotografia
- Antonio Secchi: Un uomo da bruciare
- Erico Menczer: I fuorilegge del matrimonio
- Giovanni Narzisi i Giuseppe Ruzzolini: I sovversivi
- Giuseppe Pinori: Sotto il segno dello scorpione
- Mario Masini: San Michele aveva un gallo
- Giuseppe Ruzzolini: Allonsanfan
- Mario Masini: Padre padrone
- Franco Di Giacomo: Il prato, La notte di San Lorenzo. Especialista en la Toscana
- Giuseppe Lanci: des de Kaos a Tu ridi. Especialista en Sicília
- Franco Di Giacomo: Resurrezione, Luisa Sanfelice

### Muntadors
- Roberto Perpignani

## Filmografia com a directors i escenògrafs

### Guions originals
- 1954: San Miniato luglio '44
- 1962: Un uomo da bruciare
- 1963: I fuorilegge del matrimonio
- 1967: I sovversivi
- 1969: Sotto il segno dello scorpione
- 1974: Allonsanfan
- 1979: Il prato (d'Els dolors del jove Werther de Goethe[1])
- 1982: La notte di San Lorenzo
- 1987: Good Morning, Babilònia
- 1993: Floreal (Fiorile)
- 2011: Cesare deve morire
- 2015: Maraviglioso Boccaccio[2]

### Guions no originals
- 1972: San Michele aveva un gallo (de Tolstoi)
- 1977: Padre padrone (de la novel·la de Gavino Ledda)
- 1984: Kaos (de Pirandello)
- 1990: El sol també a la nit (Il sole anche di notte) (de Tolstoi)
- 1996: Les afinitats electives (Le affinità elettive) (de la novel·la homònima de Goethe)
- 1998: Tu ridi (de Pirandello)
- 2001: Resurrezione (de la novel·la homònima de Tolstoj), per a TV
- 2004: Luisa Sanfelice (de la novel·la La Sanfelice d'Alexandre Dumas), per a TV
- 2007: La masseria delle allodole (de la novel·la homònima d'Antonia Arslan)

## Honors
- Grand'Ufficiale dell'Ordine al merito della Repubblica Italiana, Roma, 30 de maig de 2001. Per iniciativa del president de la República.[3][4]
- Commendatore Ordine al Merito della Repubblica Italiana, Roma, 2 de juny de 1995. A proposta de la presidència del consell de ministres.[5][6]

## Premis
- 1977: Palma d'Or per Padre padrone.
- 1983: David di Donatello a la millor pel·lícula per La notte di San Lorenzo.
- 1986: Lleó d'Or a la carrera.
- 2007: Efebus d'or per La Masseria delle Allodole.
- 2008: Laurea Honoris Causa en "Cinema, teatro, e produzione multimediale" per la facultat de lletres i filosofia de la Universitat de Pisa.